# Thyridosmylus pustulatus
Thyridosmylus pustulatus är en insektsart som beskrevs av Douglas E. Kimmins 1942. Thyridosmylus pustulatus ingår i släktet Thyridosmylus och familjen vattenrovsländor. Inga underarter finns listade i Catalogue of Life.